# Expedição a Argel (1541)
A expedição a Argel de 1541 ocorreu quando Carlos V do Sacro Império Romano e rei da Espanha tentou liderar um ataque anfíbio contra a regência de Argel, na moderna Argélia. O planejamento inadequado, principalmente diante de condições climáticas desfavoráveis, levou ao fracasso da expedição.

## Antecedentes
Argel estava sob o controle do imperador otomano Solimão, o Magnífico, desde a captura da cidade em 1529 por Hayreddin Barbarossa, conhecido por Barba-Ruiva. Ele deixou Argel em 1535, para ser nomeado Alto Almirante do Império Otomano em Constantinopla, sendo substituído como governador por Hasan Agha, um eunuco e renegado da Sardenha. Hassan tinha a seu serviço os conhecidos comandantes navais otomanos Dragute, Salah Rais e Sinan Pasha.
Carlos V fez preparativos consideráveis para a expedição, desejando vingar-se do recente cerco de Buda. No entanto, as frotas espanhola e genovesa foram severamente danificadas por uma tempestade, obrigando-o a abandonar a aventura.

## Expedição
Carlos V embarcou muito tarde na temporada, em 28 de setembro de 1541, atrasado por problemas na Alemanha e em Flandres. A frota foi montada na Baía de Palma de Maiorca. Tinha mais de 500 navios e 24.000 soldados. Uma frota liderada por Andrea Doria foi despachada com a ajuda das nações aliadas, incluindo as frotas da República de Gênova, do Reino de Nápoles e da Ordem de São João de Jerusalém para transportar as tropas da Espanha e dos Países Baixos.
Depois de enfrentar condições climáticas difíceis, a frota só chegou à frente de Argel no dia 19 de outubro, quando uma tempestade se formou. Os mais ilustres comandantes espanhóis acompanharam Carlos V nesta expedição, incluindo Hernán Cortés, o conquistador do México, embora ele nunca tenha sido convidado para o Conselho de Guerra.
As tropas desembarcaram em 23 de outubro e Carlos estabeleceu seu quartel-general em um promontório terrestre cercado por tropas alemãs. Tropas alemãs, espanholas e italianas, acompanhadas por 150 Cavaleiros de Malta, começaram a desembarcar enquanto repeliam a oposição argelina, logo cercando a cidade, exceto na parte norte. O substituto Hayreddin, Hassan Agha, realizou uma defesa brilhante no portão de Bab Azzoun e causou enormes baixas entre os cavaleiros malteses.

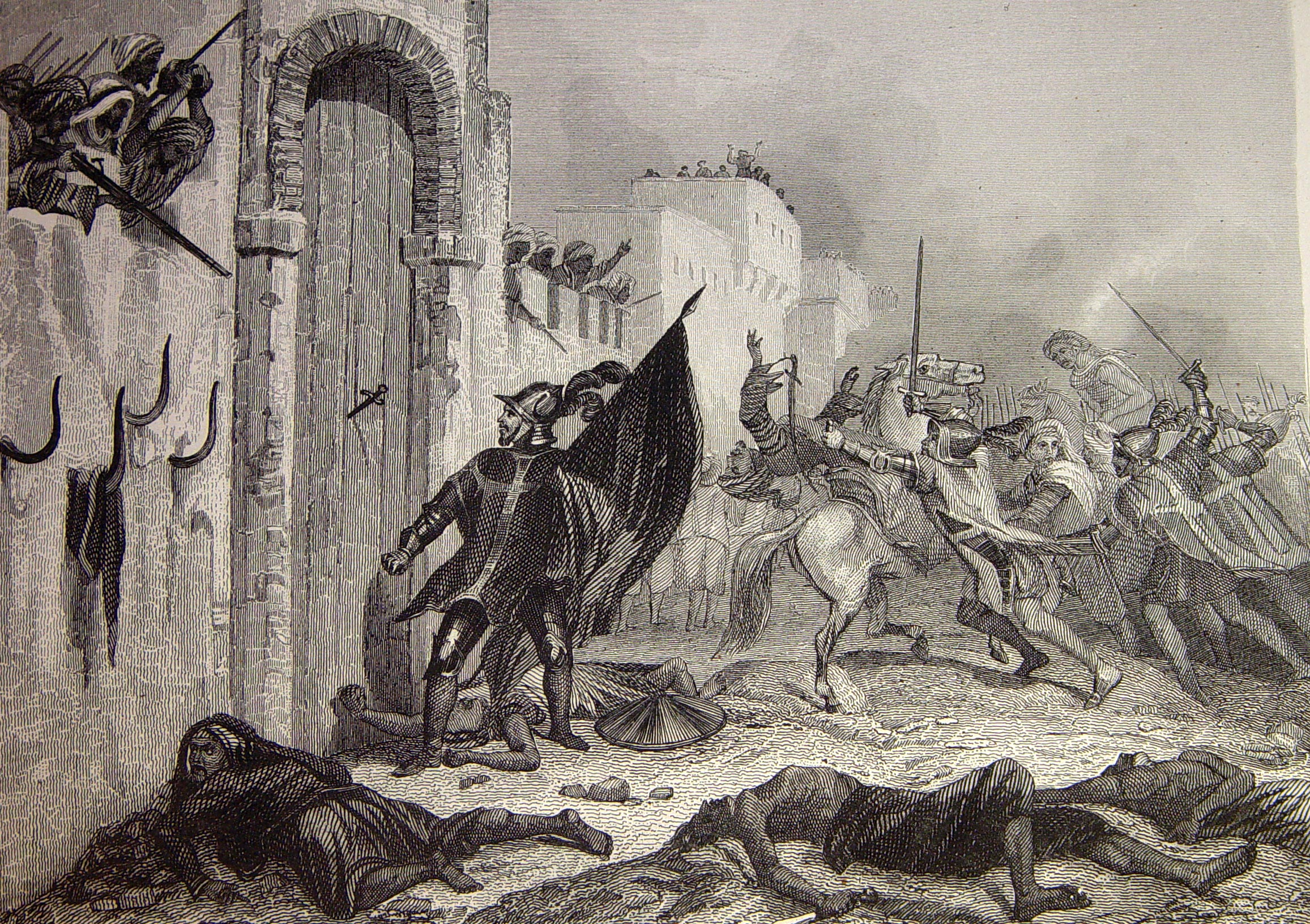
Um cavaleiro maltês enfia sua adaga no portão de Bab Azzoun, de Léon Galibert (1844).

O destino da cidade parecia estar selado. Porém, no dia seguinte o tempo piorou, com fortes chuvas. Muitas galeras perderam suas âncoras e 15 naufragaram em terra. Outras 33 naus afundaram, enquanto muitas outras foram dispersas. À medida que mais tropas tentavam desembarcar, os argelinos começaram a fazer surtidas, massacrando os recém-chegados. Carlos V foi cercado e só foi salvo pela resistência dos Cavaleiros de Malta.

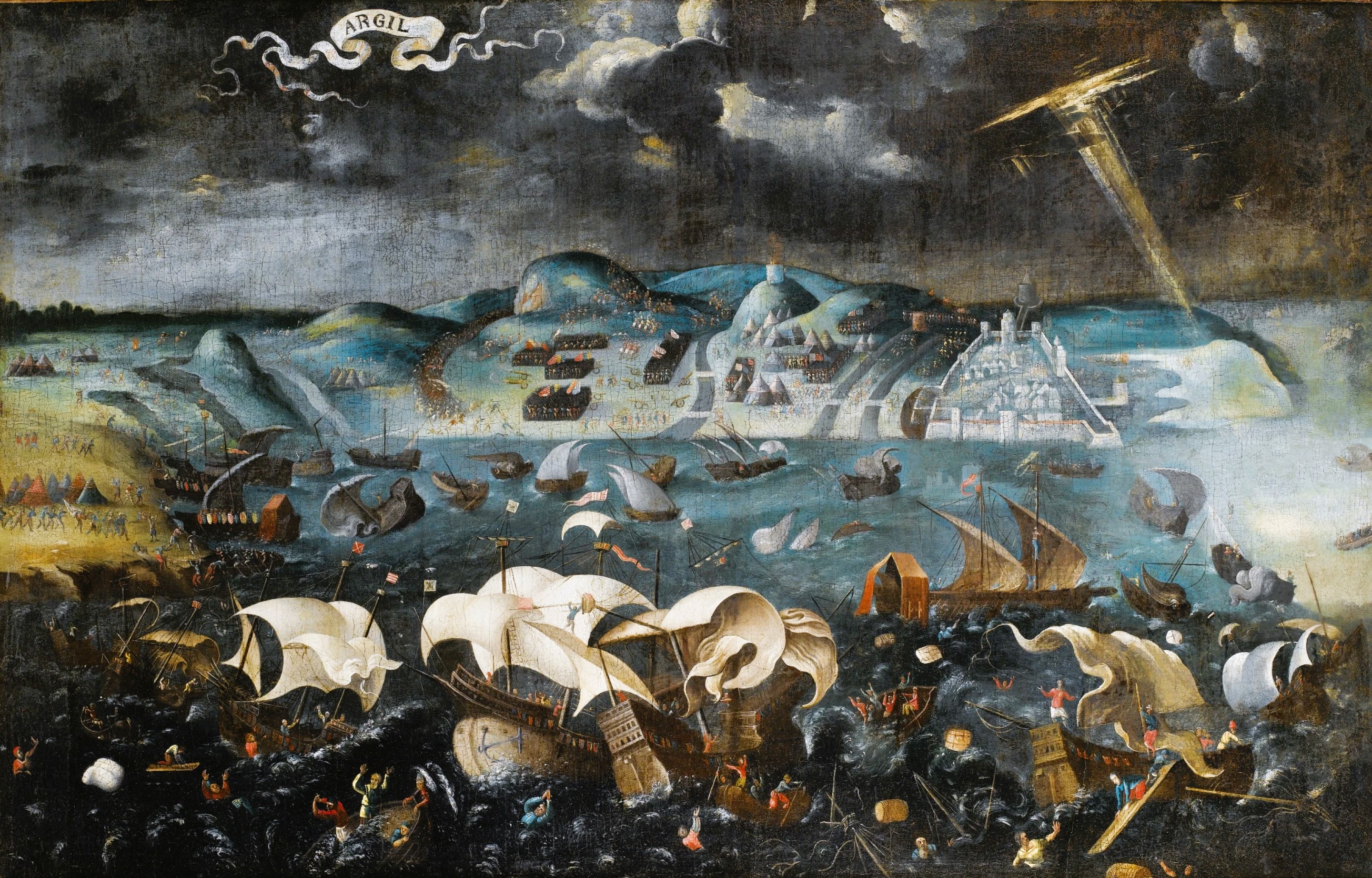
Naufrágio de navios cristãos na baía de Argel, 1541

Andrea Doria conseguiu encontrar um porto mais seguro para o restante da frota no Cabo Matifu, oito quilômetros a leste de Argel. Ele sugeriu que Carlos V abandonasse sua posição e se juntasse a ele em Matifu, o que o Imperador fez com grande dificuldade. De lá, ainda oprimidos pelo clima, as tropas restantes navegaram para Bugia, ainda um porto espanhol na época. Carlos só poderia partir para o mar aberto em 23 de novembro. Jogando seus cavalos e sua coroa ao mar, Carlos abandonou seu exército e voltou para casa. Ele finalmente chegou a Cartagena, no sudeste da Espanha, em 3 de dezembro.
As perdas entre a força invasora foram pesadas, com 150 navios perdidos, além de um grande número de marinheiros e soldados mortos. Um cronista turco confirmou que as tribos Berberes massacraram 12.000 invasores. Deixando material de guerra, incluindo 100 a 200 armas que seriam recuperadas para equipar as muralhas de Argel, militares do exército de Carlos foram feitos prisioneiro em tal número que os mercados de Argel ficaram cheios de escravos. Dizia-se na época que os cristãos eram vendidos por uma cebola por cabeça. Hasan Agha foi recompensado com o título de Beylerbey por suas façanhas sobre as forças cristãs.

## Cronologia
Eis a cronologia da expedição reconstruída por Daniel Nordman.
- 18 de outubro de 1541: saída da expedição de Maiorca;
- 19 de outubro: chegada da expedição à vista de Argel;
- 20 de outubro: Às 7h, a frota está no porto de Argel. Às 3 da tarde, o mar sobe, a frota de Carlos V refugia-se perto do cabo Matifu e a frota espanhola no cabo Caxine;
- 21 de outubro: a frota permanece protegida;
- 22 de outubro: frota ainda abrigada, mas executa reconhecimento da praia e abastecimento de água;
- 23 de outubro: retorno da frota espanhola, desembarque de tropas espanholas, depois italianas e alemãs (Carlos V desembarca às 9h). Instalação do acampamento em Hamma. Ataque noturno dos argelinos;
- 24 de outubro: Instalação do Quartel General de Carlos V em Koudiat es-Saboun. Início das lutas. A tempestade aumenta por volta das 21h;
- 25 de outubro: tempestade, surtida argelina, combate de Ras Tafoura. A tempestade aumenta de intensidade, destruindo parte da frota com provisões e material de guerra. O restante se refugiará no Cabo Matifu;
- 26 de outubro: a tempestade continua, Carlos V está na costa, a retirada é decidida (os cavalos são abatidos) ao longo do mar até o Wadi Knis;
- 27 de outubro: retirada para Wadi El-Harrach;
- 28 de outubro: travessia do Wadi transbordante;
- 29 de outubro: continuação da retirada até o Cabo Matifu e reunião de forças;
- 30 de outubro: reconstituição das forças com descanso, conselho de guerra e reparação da frota;
- 31 de outubro: início do reembarque das tropas italianas;
- 1 de novembro: reembarque de Carlos V e das tropas alemãs;
- 2 de novembro: reembarque das tropas espanholas. O mar volta a crescer;
- 3 de novembro: navegação na tempestade;
- 4 de novembro: desembarque de Carlos V em Bugia. Dispersão do restante da frota expedicionária para Espanha, Maiorca e Sardenha;
- 5 de novembro: chegada dos últimos cinco barcos a Bugia.

## Consequências
O desastre enfraqueceu consideravelmente os espanhóis e Hassan Agha aproveitou a oportunidade para atacar Mers El Kébir, o porto da base espanhola de Orã, em julho de 1542.
Charles Lamb sugere que esta tempestade pode ter influenciado o personagem de Shakespeare, a bruxa do mar Sycorax em A Tempestade. Sycorax, uma feiticeira argelina, foi banida de sua terra natal por causar estragos com sua bruxaria, mas foi poupada da execução "por uma coisa que fez". Esta indescritível “uma coisa” nunca é declarada. No entanto, Charles Lamb sugere que Shakespeare se baseou na lenda de uma bruxa argelina sem nome que convocou uma tempestade feroz que destruiu a frota de invasão de 1541, e foi este ato de defender sua nação que impediu seu povo de executá-la.